# Oriol Nolis
Josep Oriol Nolis Curull (Barcelona, 11 de octubre de 1978) es un periodista español.

## Trayectoria
Es licenciado en periodismo y derecho por la Universidad Pompeu Fabra de Barcelona.
Inició su trabajo en 2001 como redactor de L'Informatiu de Sants, Hostafrancs i La Bordeta.
Ha sido presentador de informativos en L'Hospitalet TV (2003) y redactor de Cataluña Radio además de colaborar en el programa “Escena” en El 33 de la Corporación Catalana de Medios Audiovisuales.
En 2005 empezó a trabajar en TVE Cataluña como reportero del programa Catalunya Avui, lo que le permitió ejercitar el “periodismo de calle”, y presentó las tres ediciones de L'Informatiu: noche, mediodía y fin de semana (2007-2010).
En 2010-2011 fue presentador en el Canal 24 horas de TVE.
En abril de 2012, fue copresentador junto a Xantal Llavina de Radio 4 de RNE de los Premios Sant Jordi de Cine 2012.
Del 16 de enero de 2013 hasta el 16 de noviembre de 2014 presentó el Telediario Fin de Semana de La 1 de TVE. Primero junto a Raquel Martínez hasta el 19 de octubre de 2014 y después con Lara Siscar desde el 25 de octubre al 16 de noviembre de 2014. 
Desde septiembre de 2013 hasta junio de 2014 también presentó El debate de La 1. 
En enero de 2015, tras ser cesado como presentador del Telediario Fin de Semana, regresó a TVE Cataluña y se incorporó a El debat de La 1, donde sustituyó a Cristina Puig y al L'informatiu presentando la edición fin de semana del informativo territorial.
En septiembre de 2015, presentó su primera novela La extraña historia de Maurice Lyon, en la que el hijo mayor de una importante familia de coleccionistas de arte franceses es repudiado por su familia y desterrado a Barcelona donde planea su venganza, explicada a través de la belleza y de la crueldad, del deseo y del horror.
Entre el 8 de septiembre de 2018 y el 28 de julio de 2019 volvió a presentar el Telediario Fin de Semana de TVE. Tras esa experiencia inició una etapa de colaboración con una ONG vinculada financieramente al grupo La Caixa fuera de España.
En 2020 se incorpora al espacio informativo de Radio Nacional de España 24 Horas, presentado por Marc Sala.
En julio de 2021 asumió la dirección del centro de producción de RTVE en Cataluña puesto del que dimitió en septiembre de 2023 señalando que había llegado "el momento de un cambio".
En 2022 publicó su segunda novela La fragilidad de todo esto, basada en su experiencia personal de las semanas que acompañó a su madre en la UCI antes de fallecer.

## Vida personal
En 2014, tras su cese como presentador del Telediario, hizo pública su relación con el analista político y colaborador en medios de comunicación Francesc Soler, con quien estaba casado desde 2006. Se divorciaron en 2017.

## Publicaciones
- 2015: La extraña historia de Maurice Lyon. Editorial Suma
- 2022: La fragilidad de todo esto. Editorial Círculo de Tiza

## Premios y reconocimientos
En 2007, recibió el premio como “presentador revelación” que otorga la Asociación Profesional Española de Informadores de Prensa, Radio, Televisión e Internet APEI Catalunya.